# Jenny Clève
Jenny Clève (Roubaix, 3 de abril de 1930-Tourcoing, 17 de febrero de 2023) fue una actriz francesa.

## Biografía
Nacida en Roubaix el 3 de abril de 1930, Clève era hija de André Clève y Marie Debode. Dejó su ciudad natal durante la Segunda Guerra Mundial y se quedó con los primos de su padre en Vernou-sur-Brenne. Regresó a Roubaix en 1948 y fue admitida en el Conservatorio de Roubaix, donde conoció a Claude Talpaert, con quien se casó el 3 de abril de 1951. La pareja tuvo cuatro hijos: Nadine, Éric, Corinne y Franck. Su nieta, Charlotte Talpaert, también se convirtió en actriz. El 28 de mayo de 2019 se convirtió en madrina del gigante procesional de Sailly-lez-Lannoy, Jean Gab'Lou.
Clève falleció en Tourcoing el 17 de febrero de 2023, a la edad de 92 años.

## Filmografía
- La Chair de l'orchidée (1975)
- Les Ambassadeurs (1975)
- F comme Fairbanks (1976)
- Docteur Françoise Gailland (1976)
- Calmos (1976)
- El otro señor Klein (1976)
- Shadow of the Castles (1977)
- The Night of Saint Germain des Pres (1977)
- Like a Turtle on Its Back (1978)
- Dossier 51 (1978)
- Mais ou et donc Ornicar (1979)
- Anthracite (1980)
- Verano asesino (1983)
- Winter 1960 (1983)
- La Garce (1984)
- Code Name: Emerald (1985)
- La Maison assassinée (1988)
- Les Enfants du naufrageur (1992)
- IP5: The Island of Pachyderms (1992)
- Germinal (1993)
- Élisa (1995)
- XY (1996)
- Lucie Aubrac (1997)
- XXL (1997)
- La fortuna de vivir (1999)
- A Crime in Paradise (2001)
- Bienvenue chez les Ch'tis (2008)
- Arrêtez-moi (2013)
- Brèves de comptoir (2014)